# Calamus dongnaiensis
Calamus dongnaiensis är en enhjärtbladig växtart som beskrevs av Jean Baptiste Louis Pierre och Odoardo Beccari. Calamus dongnaiensis ingår i släktet Calamus och familjen Arecaceae. Inga underarter finns listade i Catalogue of Life.